# さいたま市立岩槻郷土資料館

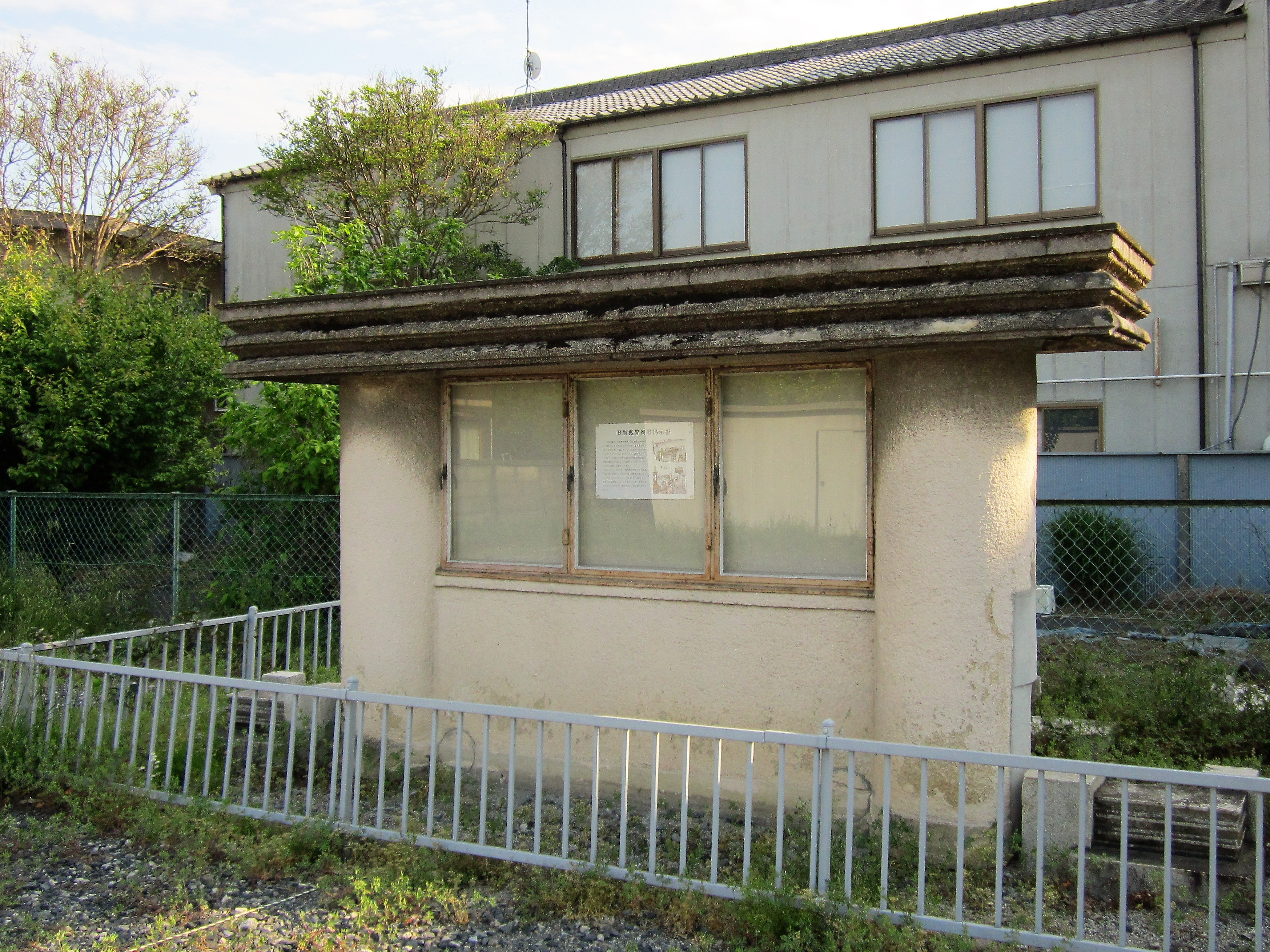
旧岩槻警察署附属掲示場

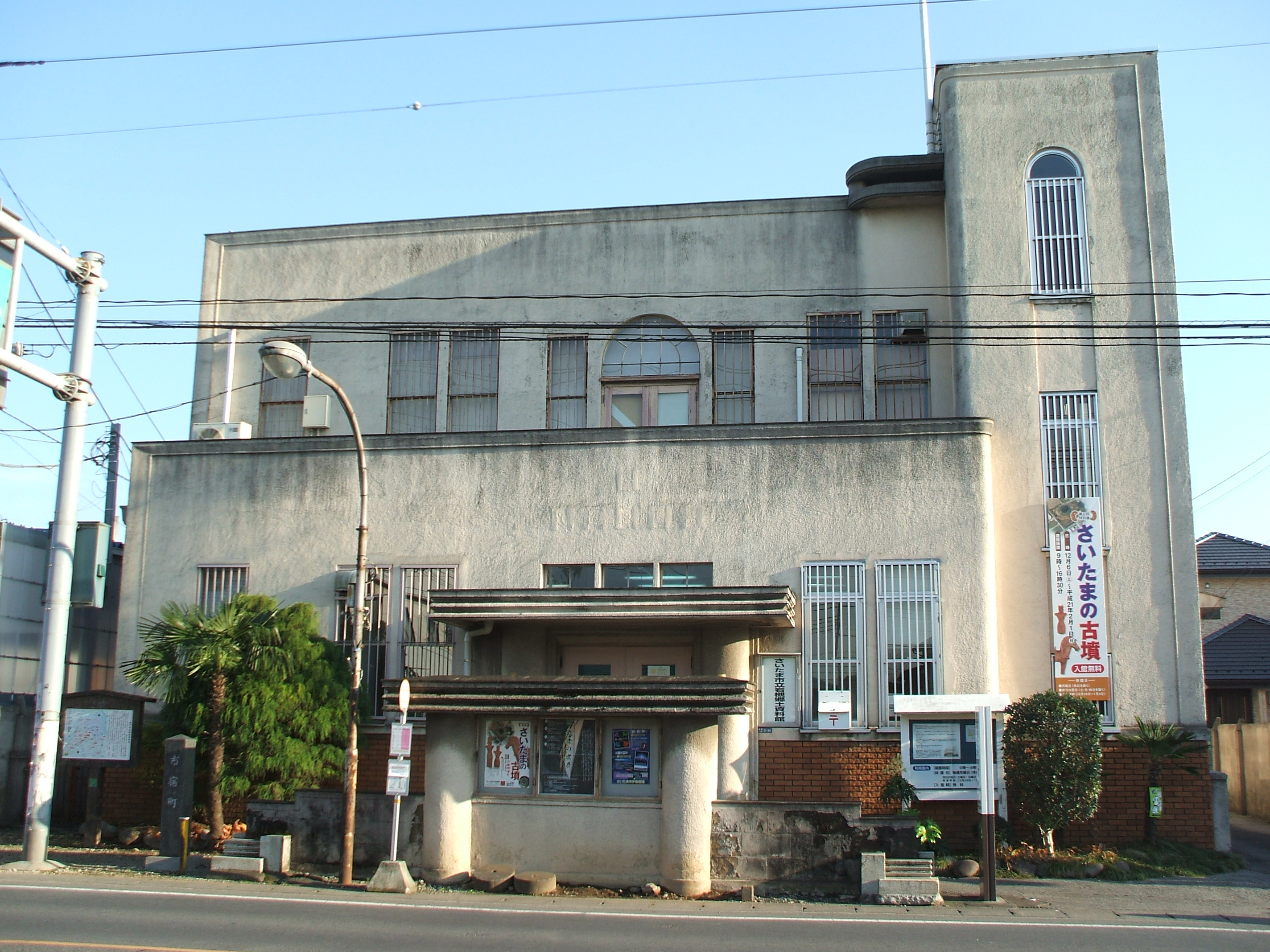
掲示場移設前の全景

さいたま市立岩槻郷土資料館（さいたましりついわつききょうどしりょうかん）とは、埼玉県さいたま市岩槻区にある、民具を中心とする民俗資料の収集、保存を目的とした資料館である。さいたま市立博物館の分館とされている。建物は2016年、国の登録有形文化財に登録された。

## 沿革
- 1930年（昭和5年） - 岩槻警察署の庁舎として建てられる。落成した当時は現在の岩槻区域で初めての鉄筋コンクリート製の建築物であった[1]。
- 1976年（昭和51年） - 岩槻警察署が現在地に移転。旧庁舎は岩槻市（現・さいたま市岩槻区）に移管される。
- 1977年（昭和52年）5月 - 岩槻市立中央図書館（現・さいたま市立岩槻図書館）が建替のため一年間の休館となった際、旧岩槻警察署庁舎を書庫として使用する。
- 1982年（昭和57年）5月1日 - 民具を中心とする民俗資料の収集、保存を目的として、「岩槻市立郷土資料館」として岩槻警察署の旧庁舎を利用し開館。
- 2005年（平成17年）4月1日 - さいたま市による岩槻市の編入合併により、現在の館名に改称される。
- 2009年（平成21年） - 建物前の道路拡幅工事よる入口の改修に伴い、掲示場を建物から切り離す。掲示場は資料館敷地奥（駐車場）に移築。
- 2016年（平成28年）8月 - 建物が国の登録有形文化財に登録（登録名称は「岩槻郷土資料館（旧岩槻警察署本庁舎・付属庁舎及び演武場）」・「旧岩槻警察署付属掲示場」）[2]。

## 展示物について
常設展示は3つの柱で構成されている。
- 大昔の暮らし
  - 国の史跡に指定された真福寺貝塚や、岩槻地域で出土した土器、石器などの考古資料を展示している。
- 岩槻のあゆみ
  - 岩槻城に関する史料、岩槻藩の藩校であった遷喬館およびその創立者である児玉南柯に関する史料などを展示している。
- くらしの道具

岩槻地域の農村、城下町の生活の様子、使用された道具などの民俗資料を展示している。
そのほか、通路にはかつて岩槻経由で蓮田駅と川口市の神根駅との間を結んでいた武州鉄道に関する説明板と若干の写真資料が展示されている。また、本館であるさいたま市立博物館で行われた特別展・企画展の巡回展示が当館で行われることもある。

## 利用案内
- 開館時間:午前9時から午後4時30分
- 休館日:月曜日（休日を除く）、休日の翌日（土曜日・日曜日・休日を除く）、年末年始（12月28日～1月4日）
- 入館料:無料

## アクセス
- 東武鉄道野田線岩槻駅下車 徒歩10分
- 旧国道16号沿い 駐車場あり